# Gunzenhausen

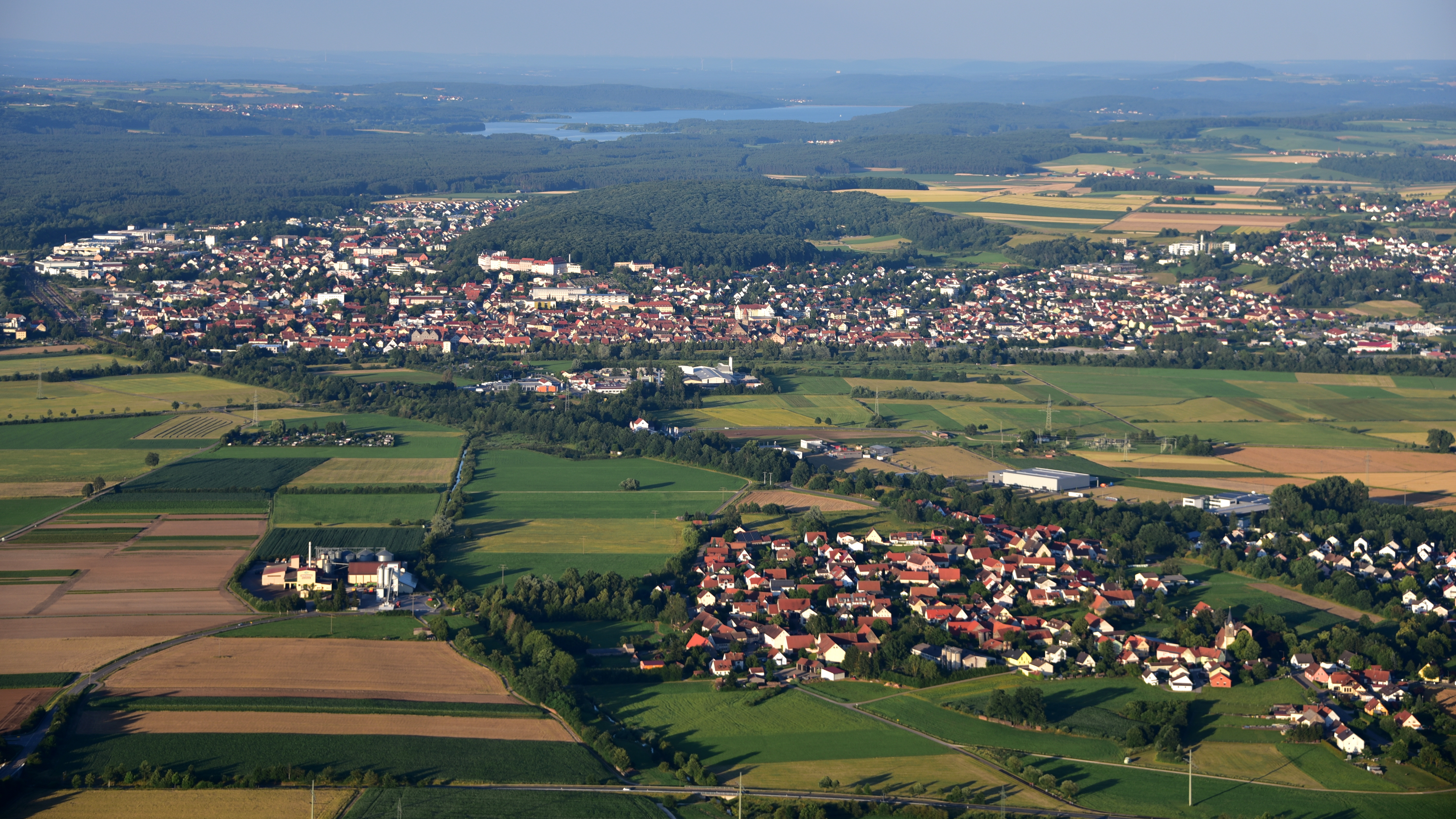
Gunzenhausen, Luftaufnahme (2016)

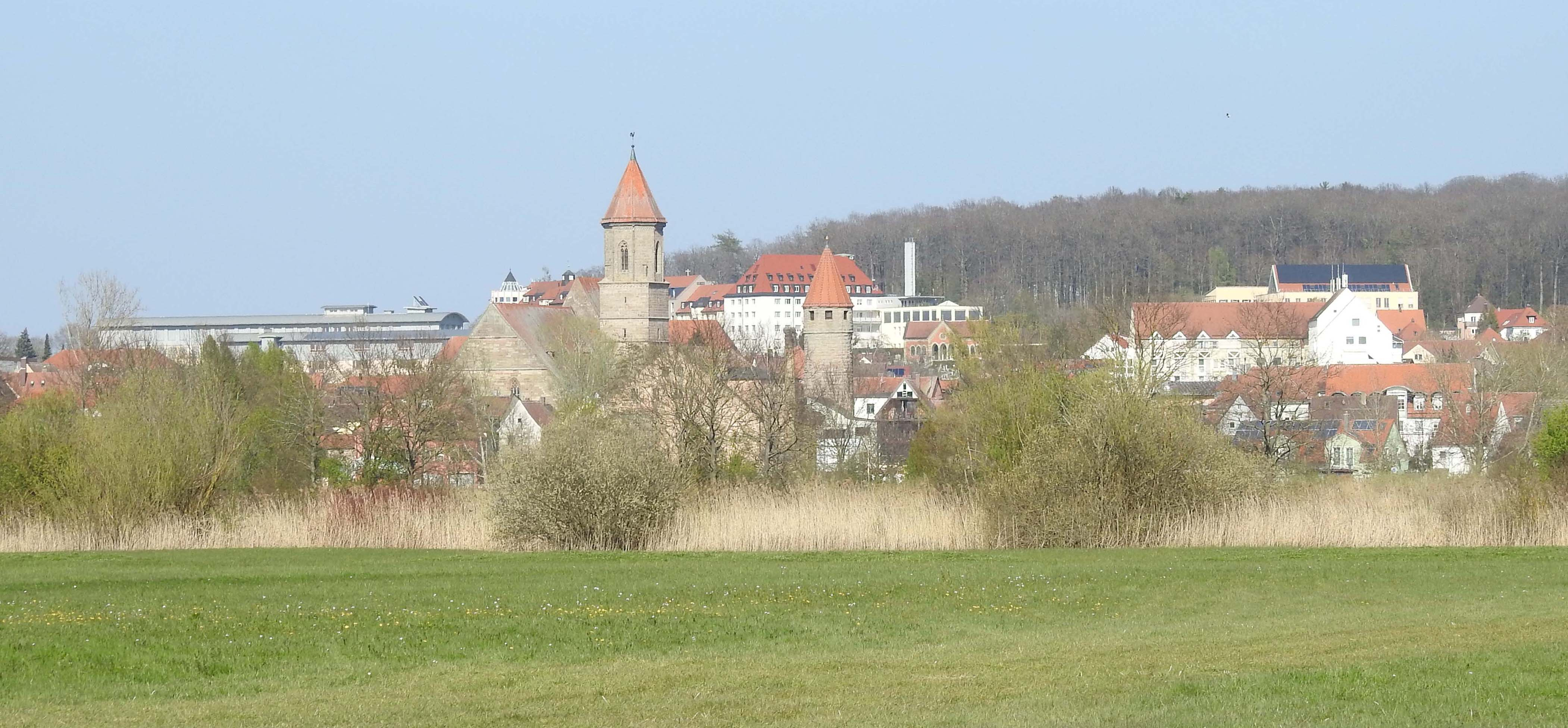
Gunzenhausen von Westen

Gunzenhausen ([ɡʊnt͡sn̩ˈhaʊ̯zn̩] ⓘ) ist eine Stadt im mittelfränkischen Landkreis Weißenburg-Gunzenhausen. Der staatlich anerkannte Erholungsort liegt am Altmühlsee. Mit etwa 17.000 Einwohnern ist Gunzenhausen die zweitgrößte, von der Fläche her mit 82,73 Quadratkilometern drittgrößte Gemeinde des Landkreises.

## Geographie

### Geographische Lage
Gunzenhausen liegt im Nordwesten des Landkreises Weißenburg-Gunzenhausen in der Region Westmittelfranken, mitten im Fränkischen Seenland und südöstlich des Altmühlsees auf einer Höhe von 416 m ü. NHN, am südöstlichen Rand der Frankenhöhe. Diese bildet nach Nordwesten eine weite Fläche, die sich sanft nach Südosten neigt. Die Gesteine des Untergrunds entstammen der mittleren Keuperzeit (im Wesentlichen Sandsteinkeuper). Südlich und östlich der Umgebung Gunzenhausens erheben sich die Jura-Berge der Fränkischen Alb, z. B. der Hahnenkamm.
Durch die Stadt fließt die Altmühl. Weitere natürliche Fließgewässer im Gebiet der Stadtgemeinde sind der Wurmbach und der Hambach. Im Zuge der Entstehung des Fränkischen Seenlands wurde nördlich von Gunzenhausen der Altmühlsee angestaut. Er bekommt sein Wasser über den Altmühlzuleiter und gibt es über die Altmühl und den Altmühlüberleiter ab. Nördlich von Gunzenhausen liegen einige kleinere Weiher. Das Gemeindegebiet von Gunzenhausen ist von Hügeln und Wiesen geprägt. Neben dem Cronheimer Wald liegen im Gebiet der Stadt Ausläufer des Unteren Waldes, des Haundorfer Waldes und des Gräfensteinberger Waldes. Im äußersten Norden liegt das Feuchtgebiet Wiesmet. Zu den Erhebungen gehören der Wurmbacher Berg, der Bühl und der Büchelberg. Im Westen verläuft die Grenze zum Landkreis Ansbach. Teilweise auf Gemeindegebiet liegt das Naturschutzgebiet Vogelfreistätte Flachwasser- und Inselzone im Altmühlsee. Im Süden des Altmühlsees befindet sich die Hirteninsel. In Gunzenhausen wurde der erste Geodätische Referenzpunkt Bayerns zur Ermittlung geographischer Koordinaten aufgestellt.
Die Nachbargemeinden sind:
| Arberg                                       | Muhr am See, Haundorf, Ornbau, Arberg       | Haundorf              |
| Arberg, Unterer Wald (gemeindefreies Gebiet) | Kompassrose, die auf Nachbargemeinden zeigt | Pfofeld, Theilenhofen |
| Wassertrüdingen, Unterschwaningen            | Gnotzheim                                   | Dittenheim            |

### Stadtgliederung
Es gibt 34 Gemeindeteile (in Klammern ist der Ortstyp angegeben):
- Aha (Pfarrdorf)
- Büchelberg (Dorf)
- Cronheim (Pfarrdorf)
- Edersfeld (Dorf)
- Filchenhard (Dorf)
- Frickenfelden (Dorf)
- Gunzenhausen (Hauptort)
- Höhberg (Dorf)
- Laubenzedel (Pfarrdorf)
- Lindenhof (Einöde)
- Lohmühle (Einöde)
- Maicha (Dorf)
- Mooskorb (Dorf)
- Nordstetten (Dorf)
- Obenbrunn (Dorf)
- Oberasbach (Kirchdorf)
- Oberhambach (Dorf)
- Oberwurmbach (Dorf)
- Pflaumfeld (Pfarrdorf)
- Reutberg (Einöde)
- Scheupeleinsmühle (Einöde)
- Schlungenhof (Dorf)
- Schnackenmühle (Einöde)
- Schweina (Dorf)
- Sinderlach (Weiler)
- Steinabühl (Dorf)
- Steinacker (Weiler)
- Stetten (Pfarrdorf)
- Streudorf (Dorf)
- Unterasbach (Pfarrdorf)
- Unterhambach (Dorf)
- Unterwurmbach (Kirchdorf)
- Wald (Pfarrdorf)
- Weinberg (Weiler)

Außerdem gibt es die Wohnplätze Fallhaus, Fischhaus, Leonhardsruh, Unterhambacher Mühle und Walkmühle. Die Ortschaft Specksrod ist abgegangen.
Cronheim, Nordstetten, Unter- und Oberhambach haben abweichend die Vorwahl 09836.
Es gibt die Gemarkungen Aha, Büchelberg, Cronheim, Frickenfelden, Gunzenhausen, Laubenzedel, Nordstetten, Oberasbach, Pflaumfeld, Schlungenhof, Stetten, Streudorf, Unterasbach, Unterwurmbach und Wald. Die Gemarkung Gunzenhausen hat eine Fläche von 9,613 km². Sie ist in 4861 Flurstücke aufgeteilt, die eine durchschnittliche Flurstücksfläche von 1977,57 m² haben. In ihr liegen neben dem namensgebenden Ort die Gemeindeteile Lindenhof, Lohmühle, Reutberg, Scheupeleinsmühle und Weinberg.

## Geschichte

### Vorgeschichtliche Funde
Zahlreiche Ausgrabungsfunde im Bereich der Stadt belegen die Besiedlung bereits zu vorgeschichtlicher Zeit.

### Numeruskastell am Limes

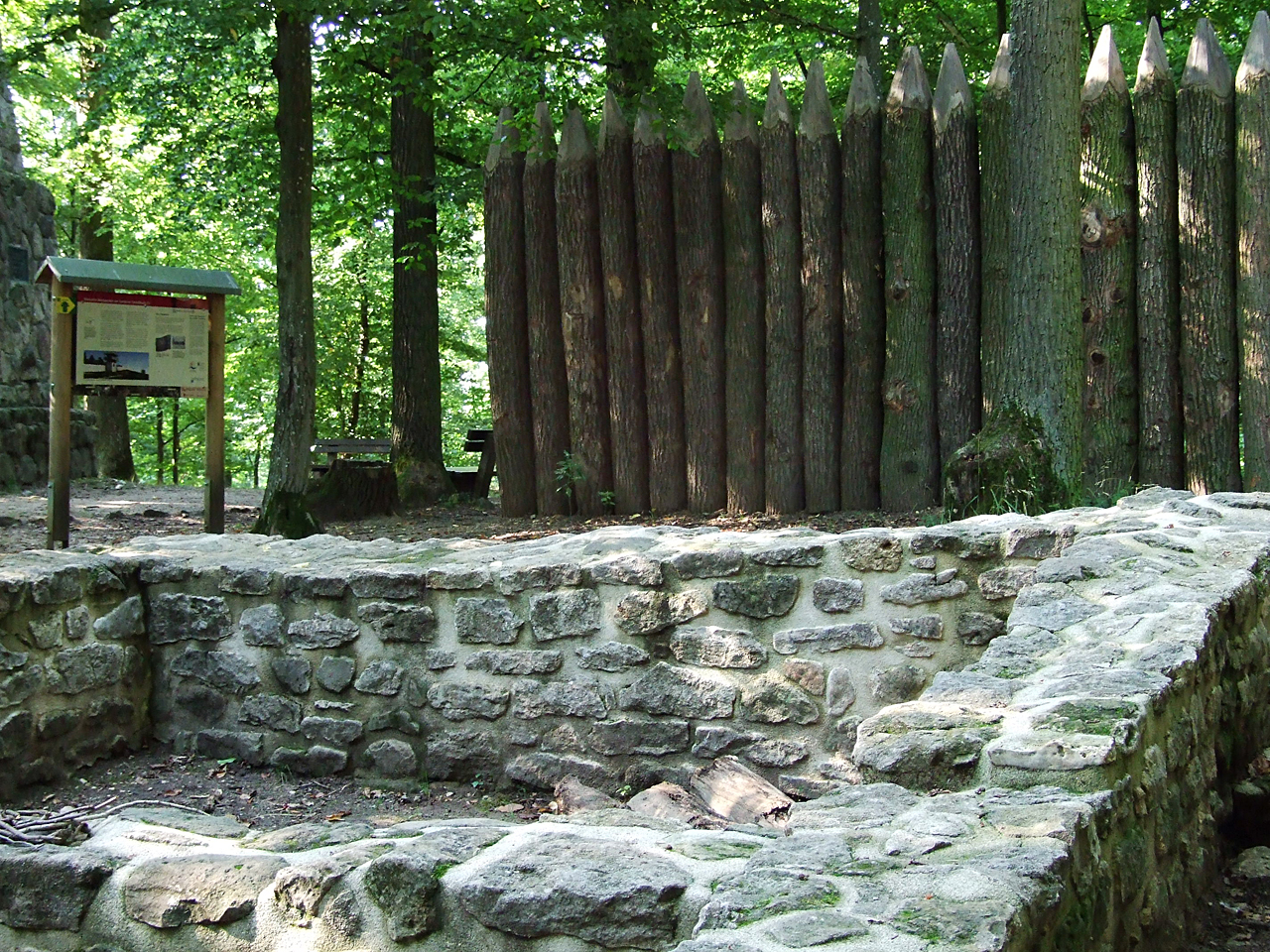
Wachtturmfundament am Schlossbuck

Um 90 n. Chr. besetzten die Römer die bis dahin von den Kelten bewohnten Gebiete nördlich der Donau und drangen bis in die Gegend um Gunzenhausen vor. Zur Kontrolle und Sicherung der Grenze der in das Römische Reich eingegliederten Gebiete wurde hier ein Numeruskastell am Limes errichtet. Die von Nordwesten einfallenden Alemannen zerstörten die Anlagen um 241 n. Chr.

### Von der ersten urkundlichen Erwähnung bis 1806

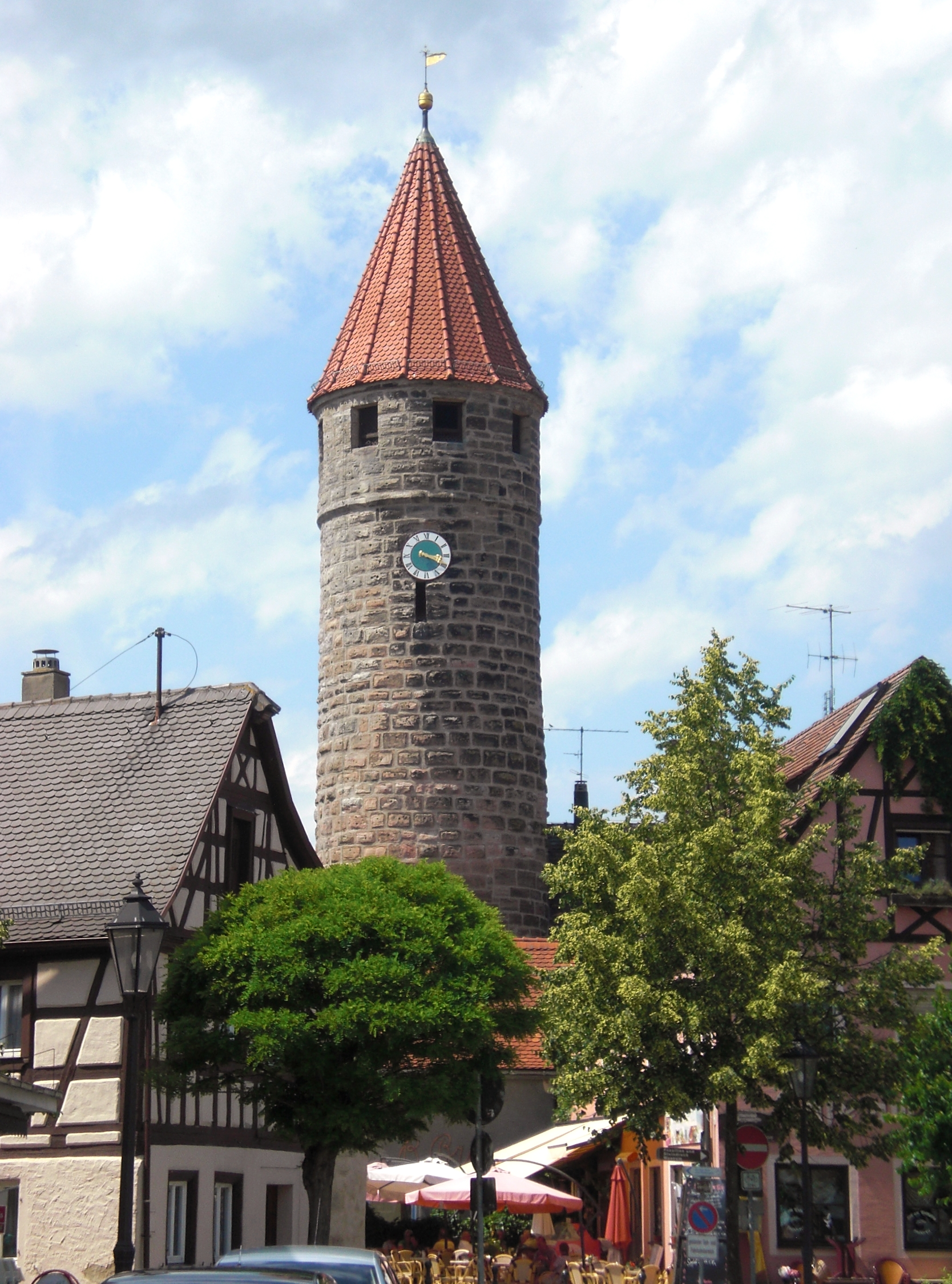
Färberturm

Eine Urkunde aus dem Jahr 823 (21. August 823) liefert den ersten verlässlichen schriftlichen Hinweis auf Gunzenhausen: Kaiser Ludwig der Fromme übereignete das Kloster „Gunzinhusir“ dem Reichskloster Ellwangen. Im Mittelalter belehnten die Ellwanger Äbte zunächst die Adelsfamilien der Truhendinger und Oettinger mit Gunzenhausen, bis die Herrschaft 1349 an Burkhard von Seckendorff überging. 1368 erwarb Burggraf Friedrich von Nürnberg die Stadt, die dadurch in den Besitz der Hohenzollern wechselte. Die Stadt erhielt nun erstmals das Recht zur Abhaltung von Jahrmärkten, die Erlaubnis zum Bau umfangreicher Befestigungsanlagen mit Stadtmauer, Türmen und Graben sowie der großen Stadtkirche und gelangte in den ersten Jahrzehnten der Hohenzollern-Herrschaft zu einer ersten Blütezeit.
Die Hohenzollern-Nebenlinie des Markgraftums Brandenburg-Ansbach besaß und regierte die Territorien um Gunzenhausen. Architektonisch prägte der absolutistische Fürst Karl Wilhelm Friedrich (1712–1757), genannt auch der „Wilde Markgraf“, der Gunzenhausen zu seiner persönlichen Residenz ausbaute, das barocke Bild der Stadt im 18. Jahrhundert.
Nach dem Ende des Heiligen Römischen Reiches fiel Gunzenhausen, das ab 1500 im Fränkischen Reichskreis gelegen hatte, 1806 an das Königreich Bayern.
Gunzenhausen war Sitz des 1862 eingerichteten Bezirksamts Gunzenhausen, aus dem 1939 der Landkreis Gunzenhausen wurde. 1972 wurde dieser Landkreis im Zuge der Gebietsreform mit dem Landkreis Weißenburg zusammengelegt und Gunzenhausen verlor seinen Status als Kreisstadt.

### Zeit des Nationalsozialismus und des Zweiten Weltkriegs

#### Antisemitismus
Westmittelfranken war eine strukturschwache Agrarregion mit meist kleinbäuerlichen Höfen, einer überwiegend protestantischen Bevölkerung und einem in zahlreichen Orten relativ hohen Anteil an Juden. Im Jahr 1925 lebten in der Gemeinde Gunzenhausen 4394 Protestanten, 811 Katholiken und 219 Bürger jüdischen Glaubens. 1933 waren es bei einer Gesamtbevölkerung von 5686 Bewohnern noch 184 Bürger jüdischen Glaubens. Der mittelfränkische Protestantismus besaß eine große Affinität zum Nationalsozialismus. Die NSDAP war in Mittelfranken unter ihrem Gauleiter Julius Streicher gegen Ende der 1920er Jahre sehr stark geworden. Sie agitierte permanent mit zahlreichen Ansprachen, Massenkundgebungen und SA-Aufmärschen. Fast die gesamte Auflage von Streichers antisemitischer Zeitung Der Stürmer wurde bis 1933 in Nürnberg und Mittelfranken verkauft. Die NSDAP erzielte bei Wahlen überdurchschnittliche Ergebnisse: 1930 waren es bereits 35 % (gegenüber knapp 19 Prozent im Reichsdurchschnitt), 1932 66 %, am 6. März 1933 kam die NSDAP auf 67,5 % gegenüber dem Reichsdurchschnitt von 43,9 % der Stimmen.
In der Diskriminierung der jüdischen Bevölkerung tat sich die damalige Kreisstadt und ihre Umgebung hervor. Seit der 1922/1923 erfolgten Gründung der NSDAP-Ortsgruppe kam es verstärkt zu antisemitischen Zwischenfällen. Der jüdische Friedhof wurde geschändet, die Fenster der Synagoge eingeworfen. Juden wurden von Rechtsradikalen verdächtigt, Kommunisten zu sein. 1928/1929 gab es eine antisemitische Hetzwelle, die auch zu Überfällen auf jüdische Kaufleute führte. Die jüdische Gemeinde versuchte – mit nur wenig Erfolg – gegen die Verdächtigungen und gegen die Angriffe vorzugehen. Im Oktober 1927 wählte der Stadtrat einstimmig den parteilosen Heinrich Münch, einen promovierten Juristen, für 10 Jahre zum Ersten Bürgermeister. 1932 trat Münch der NSDAP und der SA bei. Er bekannte sich als glühender Verehrer Adolf Hitlers sowie radikaler Antisemit. Nachdem Adolf Hitler Ende Januar 1933 an die Macht gekommen war, waren die Juden fortan der nationalsozialistischen Willkür schutzlos ausgesetzt. Zu den Verfolgern der Juden gehörte auch der Finanzbeamte Johann Appler, der sich 1928 der NSDAP angeschlossen hatte. 1929 wurde er Ortsvorsitzender und 1930 Kreisleiter der NSDAP. 1931 gründete Appler eine Ortsgruppe der SS. Er war ein weit über die Kreisgrenzen bekannter Antisemit. Appler wurde auf Vorschlag des mächtigen Stadtrates und obersten SA-Führers in Gunzenhausen, SA-Sturmbannführer Karl Bär, am 27. April 1933 zum Zweiten Bürgermeister gewählt. Karl Bär war der dritte starke Mann der Nationalsozialisten in Gunzenhausen. Bär war ein Alter Kämpfer der NSDAP und war als Steuersekretär in der Finanzverwaltung tätig. Ab 1929 saß er im Stadtrat von Gunzenhausen, 1926 war er der SS beigetreten und Regisseur des SA-Terrors in der Öffentlichkeit. Vor 1933 waren gegen Bär mehrere Strafverfahren im Zusammenhang mit seiner SA-Tätigkeit anhängig gewesen. Nach 1933 übernahm ein „Orts-Aktionskomitee zur Abwehr der jüdischen Lügen- und Greuelpropaganda“ unter der Führung von Appler die antisemitische Agitation. „Willkürliche Verhaftungen, Boykott jüdischer Geschäfte, öffentliche Anprangerungen, ärztliche Behandlungsverbote“ waren nur ein Teil der Maßnahmen. Am 1. April 1933 fand der reichsweite Boykott jüdischer Geschäfte in Deutschland und in Gunzenhausen statt. Dabei wurde die nichtjüdische Bevölkerung unter Druck gesetzt, u. a. nicht in jüdischen Geschäften zu kaufen, sich nicht von einem jüdischen Arzt behandeln zu lassen und beispielsweise nicht in der Gaststätte von „Simon Strauß“ zu verkehren. Der Gastwirt und sein Sohn wurden schon 1933 von der SA misshandelt. Am 30. Juni 1933 scharten sich etwa 100 Nationalsozialisten vor jüdischen Häusern und Geschäften und verlangten, dass im Ort wohnende Juden in Schutzhaft genommen werden sollten. Die Polizei zerstreute den Auflauf, steckte aber drei jüdische Einwohner ins Gefängnis. 1934 schrieb Münch an Goebbels: „Ein großer Tell des Wirtschaftslebens … befindet sich in jüdischen Händen … Politisch sind die Juden von jeher Demokraten.“ Neben der Politik machte Appler auch in der Finanzverwaltung Karriere. Nach dem überraschenden Tod des Bürgermeisters Münch im Juli 1935 bestimmte Julius Streicher Appler für das Amt des Ersten Bürgermeisters. Unter nationalsozialistischer Führung wurde in Gunzenhausen im April 1933 das erste Hitler-Denkmal des Deutschen Reiches errichtet. Der Völkische Beobachter bezeichnete Gunzenhausen als den „besten Bezirk“. Auch das Diakonissen-Mutterhaus Hensoltshöhe suchte nicht nur mit seinem Engagement für die Deutschen Christen die Nähe zum Regime. Man pflegte auch eine enge Beziehung zu Julius Streicher, der vieles in der Politik Gunzenhausens bestimmte.
Im März 1934 schlugen SA-Männer einen jüdischen Bürger krankenhausreif, der sich beim Bürgermeister Münch über Angriffe der SA auf Leben und Gut beschwert hatte.

#### Palmsonntag-Pogrom 1934
Am Palmsonntag, dem 25. März 1934 hatte der 22-jährige SA-Obersturmführer Kurt Bär, Neffe des SA-Sturmbannführers und SA-Chefs von Gunzenhausen Karl Bär, morgens Streit mit dem Inhaber des Bekleidungsgeschäftes Sigmund Rosenfelder gesucht, so dass dieser Schlimmeres befürchtete. Am Spätnachmittag überfiel Kurt Bär mit seinen SA-Männern den Gasthof von Simon Strauß. Zuerst prügelten sie den deutschnationalen Gundelsheimer Bürgermeister Leopold Baumgärtner aus dem Gasthof von Simon Strauß, weil „er sein Bier beim Juden trank“. Danach griffen sie den Gastwirt Simon Strauß und seinen Sohn an und verletzten dabei den Sohn schwer. Darauf hielt Bär vor dem Gasthof eine judenfeindliche Hetzrede. Dort hatten sich eine schaulustige Menge und 15 bis 20 SA-Männer und Arbeitsdienstangehörige versammelt. Als erstes wurde vor den Zuschauern die Gastwirtfamilie „zum Schutz“ ins Stadtgefängnis gebracht. Der bewusstlose Sohn Julius Strauß wurde von den ihn tragenden SA-Männern mehrfach fallengelassen und mit den Füßen getreten. Die um ihren Sohn besorgte Mutter Strauß erhielt von Kurt Bär einige Ohrfeigen. Das begrüßte die mittlerweile zusammengelaufene größere Volksmenge mit Zurufen wie „schlagt drauf“. In größeren und kleineren Trupps von meist 50 bis zu mehreren hundert Personen zog die Menge, angeführt von Kurt Bär und seinen Leuten, bis 23 Uhr durch die Altstadt vor die jüdischen Anwesen. Unter Rufen wie „Juden müssen raus“ wurden Haus- und Wohnungseingangstüren gewaltsam geöffnet und 29 jüdische Männer und 6 Frauen unter Misshandlungen teils im Nachthemd ins Gefängnis begleitet und dort in „Schutzhaft genommen“. Die Täter waren SA-Männer, Bürger und Polizisten sowie der erste Bürgermeister Münch. Die Zahl der an den Gewalttaten Beteiligten wird mit 750 bis 1500 Personen angegeben. Diese Vorgänge ereigneten sich auf einigen wenigen Straßen im Zentrum. Durch die Gewaltakte kamen zwei Männer ums Leben. Gegen 23 Uhr kam der heimliche Organisator des Pogroms, Obersturmbannführer Karl Bär, zum Gefängnis. Er ließ die Frauen frei und behielt die Männer bis zum nächsten Abend in Haft. Über die Übergriffe wurde weltweit in der Presse berichtet: New York Times, Manchester Guardian und das Neue Wiener Journal. Das veranlasste die Nazis dazu, ein Gerichtsverfahren in Ansbach zu eröffnen. Die Richter sprachen in den folgenden zwei Prozessen von dem Pogrom als einem „reinigenden Gewitter“. Die zwei zu Tode gekommenen jüdischen Bewohner waren einmal der 65-jährige Privatier Max Rosenau. Dieser hatte sich aus Angst vor dem in sein Haus einbrechendem Mob selbst Stichwunden beigebracht, die zu seinem Tod führten. Der andere war der 30-jährige Kaufmann Jakob Rosenfelder, ein Sozialdemokrat, der erhängt in einem Schuppen gefunden wurde. Der Prozess gegen 24 SA-Mitglieder, die an dem Vorfall beteiligt waren, war eine rechtsstaatliche Farce. Die Mehrheit der SA-Leute wurde zu niedrigen Gefängnisstrafen verurteilt. Sie blieben aber auf freiem Fuß. Wenige Wochen später erschoss einer der Rädelsführer, der 22-jährige Obersturmführer Kurt Bär, Julius Strauß und verletzte dessen Vater schwer. Beide hatten vor dem Landgericht Ansbach gegen ihn ausgesagt. Bär wurde zu lebenslanger Haft verurteilt, jedoch bereits nach drei Jahren freigelassen.

#### Novemberpogrome 1938
Einen Tag vor der so genannten Reichspogromnacht 1938 kaufte die Stadt der israelitischen Kultusgemeinde die Synagoge ab, so blieb sie auf Intervention des Kreisbrandinspektors Wilhelm Braun als städtischer Besitz von einem Niederbrennen verschont. Symbolisch stürzte man eine Woche später die Kuppeln herab. Auch der Jüdische Friedhof an der Leonhardsruhstraße wurde geschändet und weitgehend zerstört; die Reste wurden 1948 instand gesetzt, woran ein Gedenkstein erinnert. Anfang November 1938 sollen noch 64 jüdische Bürger in Gunzenhausen gelebt haben. Im Januar 1939 folgte die Erklärung zur „judenfreien Stadt“. Die Synagoge wurde bis zu ihrem Abriss 1981 gewerblich genutzt.

#### Luftangriff und Kriegsende
Am 16. April 1945 griffen in fünf Wellen 100 Martin B-26 „Marauder“-Bomber der 9. US-Luftflotte Gunzenhausen an. 358 Gebäude wurden zerstört und 141 Einwohner getötet, darunter 46 Kinder. Ziele des Bombardements waren u. a. der Bahnhof und der kriegswichtige Betrieb der Eisenwerke Loos. Wenige Tage später besetzten US-Truppen die Stadt.

### Nach 1945
Im Juni 2019 wurde Gunzenhausen von einer Schwammspinner-Plage heimgesucht.

#### Eingemeindungen
Im Zuge der Gemeindegebietsreform kamen 14 bis dahin selbständige Gemeinden zu Gunzenhausen. Am 1. April 1971 wurden die Gemeinden Cronheim, Laubenzedel, Nordstetten, Pflaumfeld, Schlungenhof, Stetten, Streudorf, Unterasbach, Unterwurmbach und Wald eingegliedert. Am 1. Juli 1971 kam Oberasbach hinzu. Büchelberg folgte am 1. Januar 1978. Aha und Frickenfelden schlossen die Reihe der Eingemeindungen am 1. Mai 1978 ab.

## Politik

### Stadtrat
Der Stadtrat ist die kommunale Volksvertretung in Gunzenhausen. Über die Zusammensetzung entscheiden die Bürger alle sechs Jahre. Die letzte Wahl fand am 15. März 2020 statt.

### Bürgermeister
Seit Mai 2014 ist Karl-Heinz Fitz (CSU) Erster Bürgermeister. Bei der Wahl erhielt Fitz 50,5 % der gültigen Stimmen und löste damit Joachim Federschmidt (SPD) ab, der bei dieser Wahl nur knapp mit 49,5 % unterlag. 2020 wurde Fitz im Amt bestätigt.

### Wappen
| Wappen von Gunzenhausen | Blasonierung: „In Blau über silbernem Wellenbalken ein goldenes Fachwerkhaus.“ |
| Wappen von Gunzenhausen | Wappenbegründung: Die Verleihung eines Stadtrechts ist nicht überliefert, 1349 wird Gunzenhausen erstmals als Stadt bezeichnet. Aus dem Jahr 1402 ist der Abdruck eines Siegels überliefert, das wohl aus der zweiten Hälfte des 14. Jahrhunderts stammt, darin das für den Ortsnamen redende Haus in Form eines Fachwerkhauses, von dem nur die Balken dargestellt werden. Auf einem spätgotischen Schlussstein im Chor der Stadtkirche ist das Haus in Längsansicht abgebildet. Im 17. Jahrhundert steht das Haus auf einem Hügel. In der Folgezeit wird das Haus in perspektivischer Seitenansicht dargestellt. Im 19. Jahrhundert kam der Wellenbalken hinzu als Hinweis auf die Lage der Stadt im Altmühltal. |

### Gemeindepartnerschaften
Gunzenhausen unterhält Partnerschaften mit dem US-amerikanischen Frankenmuth in Michigan (seit 1962) und mit dem französischen Isle in der Region Nouvelle-Aquitaine (seit 1985).
1954 wurde die Patenschaft für die heimatvertriebenen Sudetendeutschen aus der Stadt Weipert im Erzgebirge übernommen, 1996 für die Gemeinde Auschowitz, einem Stadtteil von Marienbad.

## Sehenswürdigkeiten

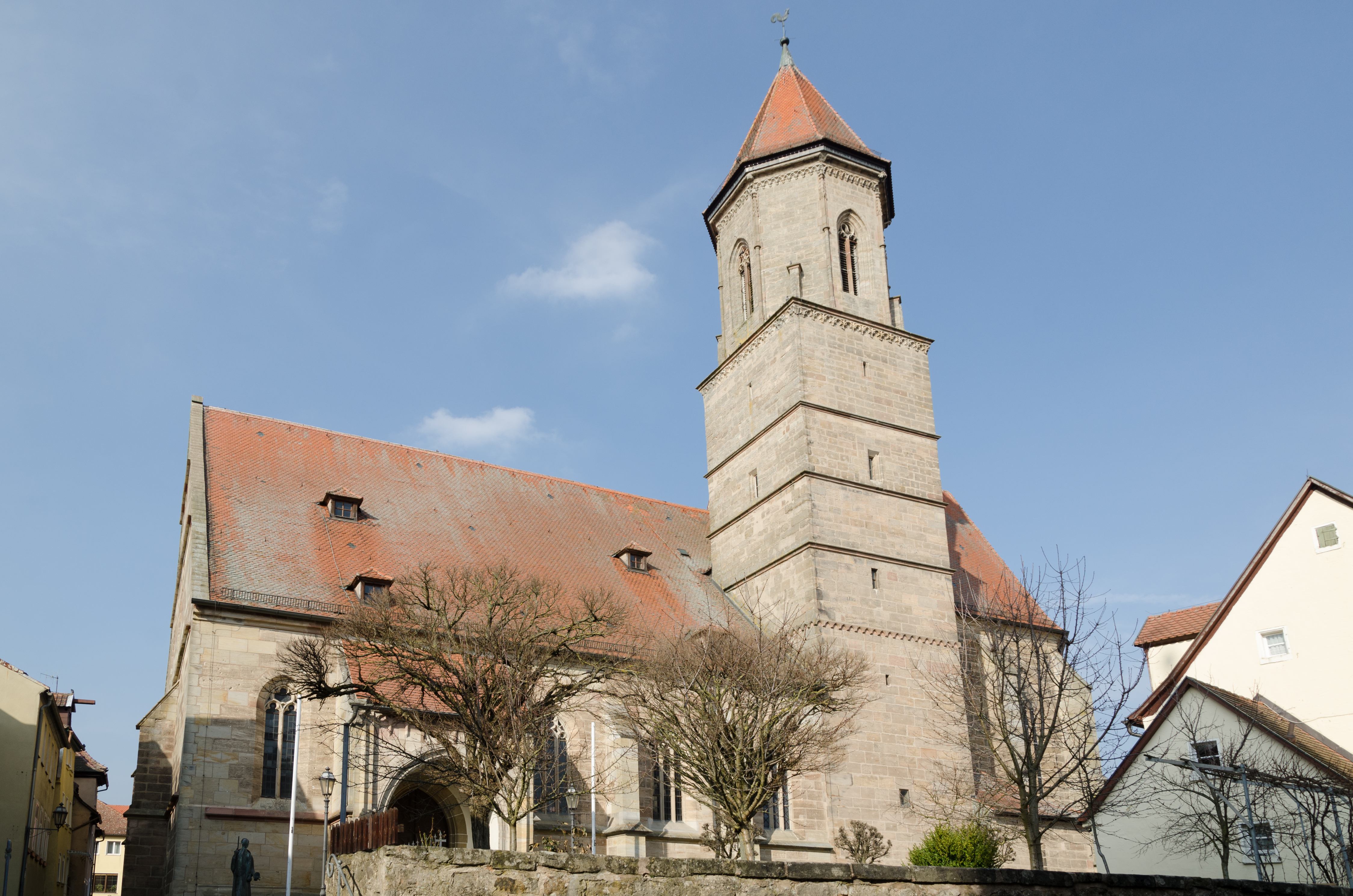
Evangelische Marienkirche

### Evangelische Stadtkirche (Marienkirche)
Die spätgotische evangelische Stadtkirche St. Maria (1448–1496) steht auf Grundmauern eines romanischen Vorgängerbaus auf dem Areal des ehemaligen Römer-Kastells und birgt mittelalterliche Fresken, insbesondere ein großflächiges Christophorus-Wandgemälde. Aus gotischer Zeit erhalten ist zudem das Grabmal des Ritters Paul von Absberg († 1503) mit einem dem Ritter zu Füßen liegenden Hund als Attribut, der heute als „Kiri der Kirchenhund“ die Touristen-Flyer ziert. Nach Umgestaltungen im 18. Jahrhundert gehören ein Kruzifix vor dem Triumphbogen und eine Kanzel nach Entwürfen des markgräflichen Hofbildhauers Giuseppe Volpini zur Inneneinrichtung. Die Chorfenster gestaltete Hans Gottfried von Stockhausen 1990.

### Spitalkirche

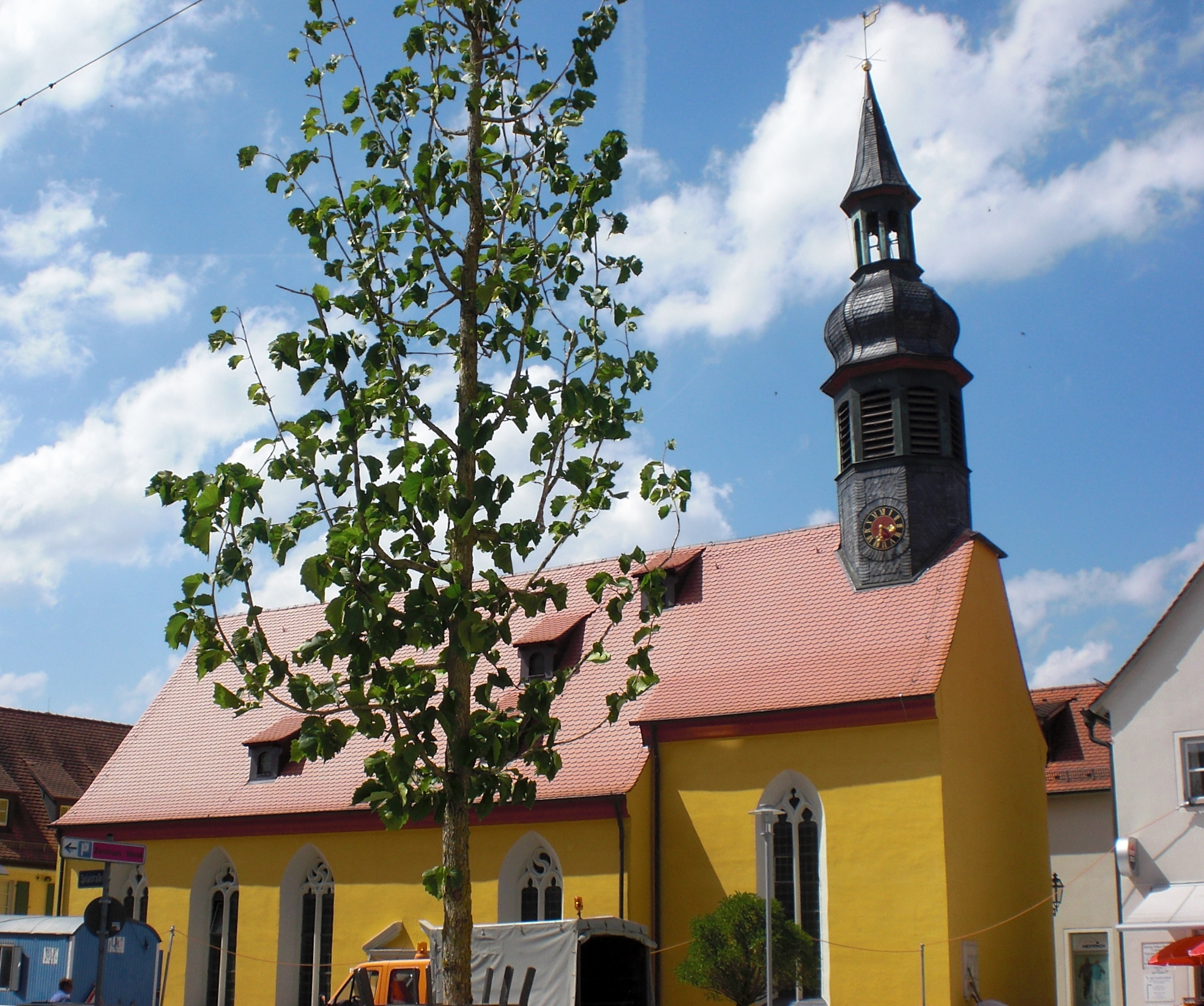
Spitalkirche

Die Heilig-Geist-Kirche (Spitalkirche) wurde 1352 von Ritter Burkhard von Seckendorff gestiftet; umgebaut im Stil des Barock, u. a. mit reichhaltiger Stuckdecke, wurde sie 1701. Der mittelalterliche Spitalbau brannte im Dreißigjährigen Krieg ab. Ein Neubau von 1761 nach Plänen von Johann David Steingruber war bis 1969 Altenheim und nach Umbau 1980 Jugendzentrum. Ein Modell an der Außenwand der Spitalkirche dokumentiert das Aussehen des gesamten Komplexes um 1728. Mitten durch das Areal verlief einst der Limes mit einem Wachtturm. Auf dessen Überresten hatte in diesem Bereich im 13. Jahrhundert die Stadtburg der Grafen von Truhendingen gestanden, die nach dem Aussterben des Geschlechts im 16. Jahrhundert verfiel und von der nichts erhalten ist.

### Katholische Stadtpfarrkirche St. Marien

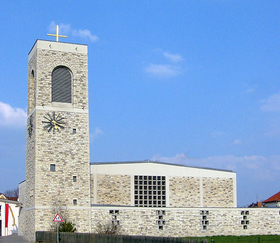
Katholische Stadtpfarrkirche St. Marien, von Westen

Am 1. Mai 1960 wurde die katholische Marienkirche durch den Eichstätter Bischof Joseph Schröffer eingeweiht. Sie hat das Patrozinium Mariä unbefleckte Empfängnis. Erbaut wurde sie von dem Ingolstädter Architekten Josef Elfinger aus Kalkstein des Altmühljuras.

### Weiteres
- Von der mittelalterlichen Stadtbefestigung sind ein Stück des Wehrgangs sowie drei Türme erhalten: der Blasturm (15. Jahrhundert), der Färberturm (um 1300) und der Storchenturm (um 1450). Der Blasturm, 1466 erbaut und 1603 aufgestockt, erhielt seinen Namen davon, dass früher an Feiertagen die Stadtkapelle ihre Festchoräle und der städtische Musikmeister seine Kirchenlieder vom Turm erklingen ließen. Der Färberturm (auch Diebsturm genannt) gehörte zu dem 1827 abgebrochenen Weißenburger Tor. Der Storchenturm (auch Drei-Brüder-Turm genannt) wurde im Dreißigjährigen Krieg schwer beschädigt und im 18. Jahrhundert als Wohnhaus umgestaltet; er befindet sich heute in Privatbesitz.
- Den historischen Marktplatz prägen bedeutende Barockbauten, die in der Regierungszeit des „Wilden Markgrafen“ entweder entstanden oder ihr heutiges Aussehen erhielten: Das heutige Rathaus (seit 1974 in dieser Funktion), ein ursprünglich im 16. Jahrhundert aus zwei separaten Gebäuden zusammengefügter Komplex, war seine Residenz, in der er 1757 starb. Aus derselben Ära stammen die Stadtvogtei (1749/50 errichtet), das ehemalige Amtshaus am Marktplatz (1726, seit 1805 Stadtapotheke), das Palais Heydenab (Wohnsitz eines markgräflichen Oberamtmanns, heute Bank) sowie das Zocha-Palais (heute Stadtmuseum). Die Sparkasse ließ ein Glockenspiel mit Figurenkarusell errichten.
- Das ehemalige Jagdschloss des „Wilden Markgrafen“ (1749) mit großzügig angelegtem Hofgarten und historischem Baumbestand befindet sich oberhalb des Stadtkerns und wird seit 1982 als Haus des Gastes für Veranstaltungen genutzt.
- Mehrere Fachwerkstadel verteilen sich auf das Stadtbild. Der auffälligste, den sich 1753 ein Korporal des „Wilden Markgrafen“ errichten ließ, befindet sich nahe der Altmühl. Dort sind erzgebirgliche Exponate von Gunzenhausens Partnerstadt Vejprty (deutsch Weipert) untergebracht.
- Reste des Limes (UNESCO-Weltkulturerbe seit 2005) im Burgstallwald östlich der Stadt wurden 1980 restauriert. Ein ausgeschilderter Wanderweg führt zu einem rekonstruierten Palisadenzaun und einem Wachtturm.
- Die Altmühlpromenade und der Altmühlsee sind im Sommer ein beliebtes Freizeitgelände. Dazu gehören auch die Sport- und Freizeitbäder Waldbad am Limes und Solebad Juramare.
- Gunzenhausen beherbergt das sogenannte Hilfskrankenhaus Gunzenhausen, um bei einem nuklearen Angriff Patienten versorgen zu können. Es wurde 1965 gebaut und kann besichtigt werden.[30]
- In der Brauerei Schorschbräu wird der Schorschbock 57, mit 57,5 Vol.-% Alkohol das alkoholhaltigste Bier Deutschlands, gebraut.

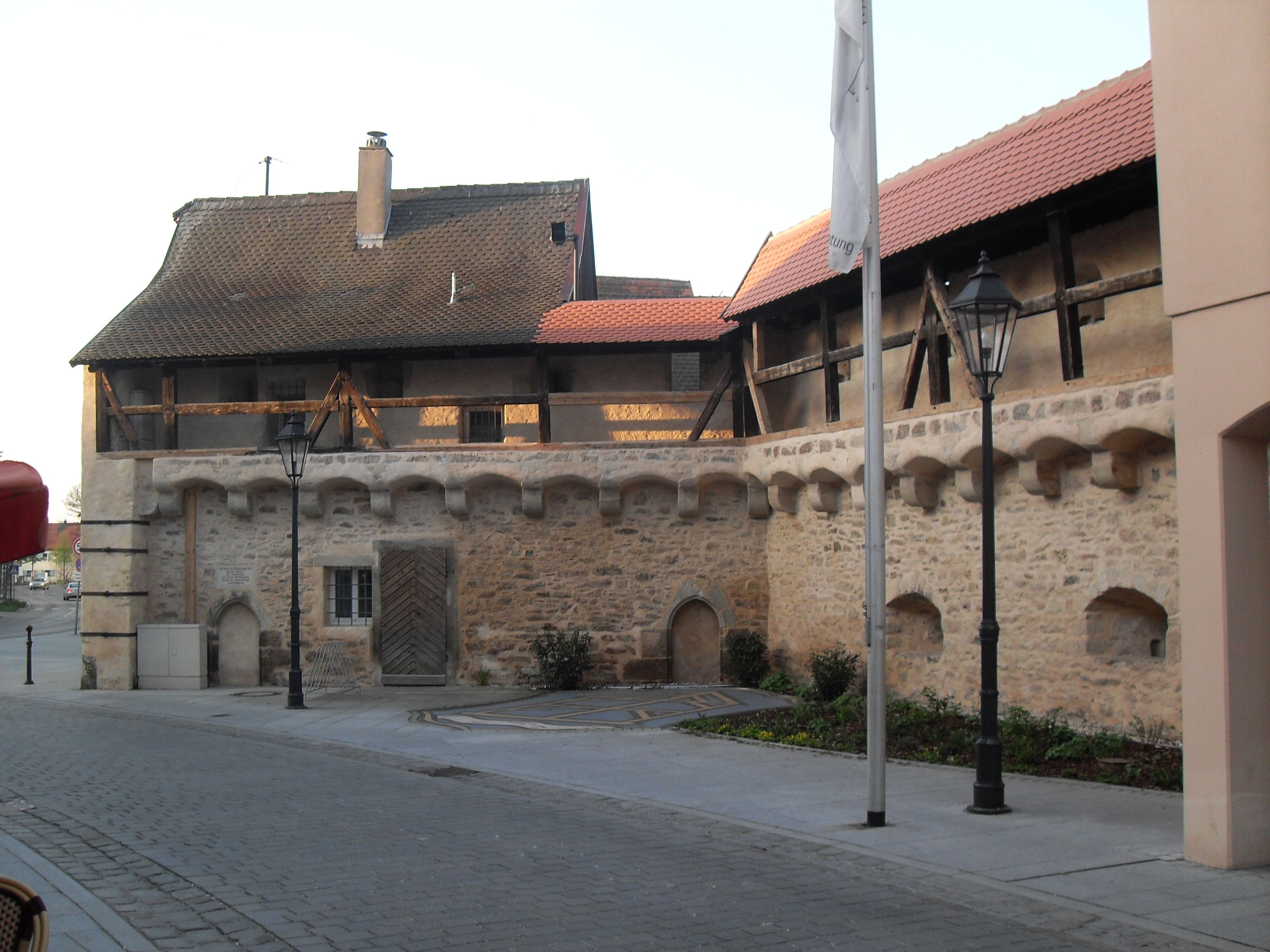
Mittelalterlicher Wehrgang
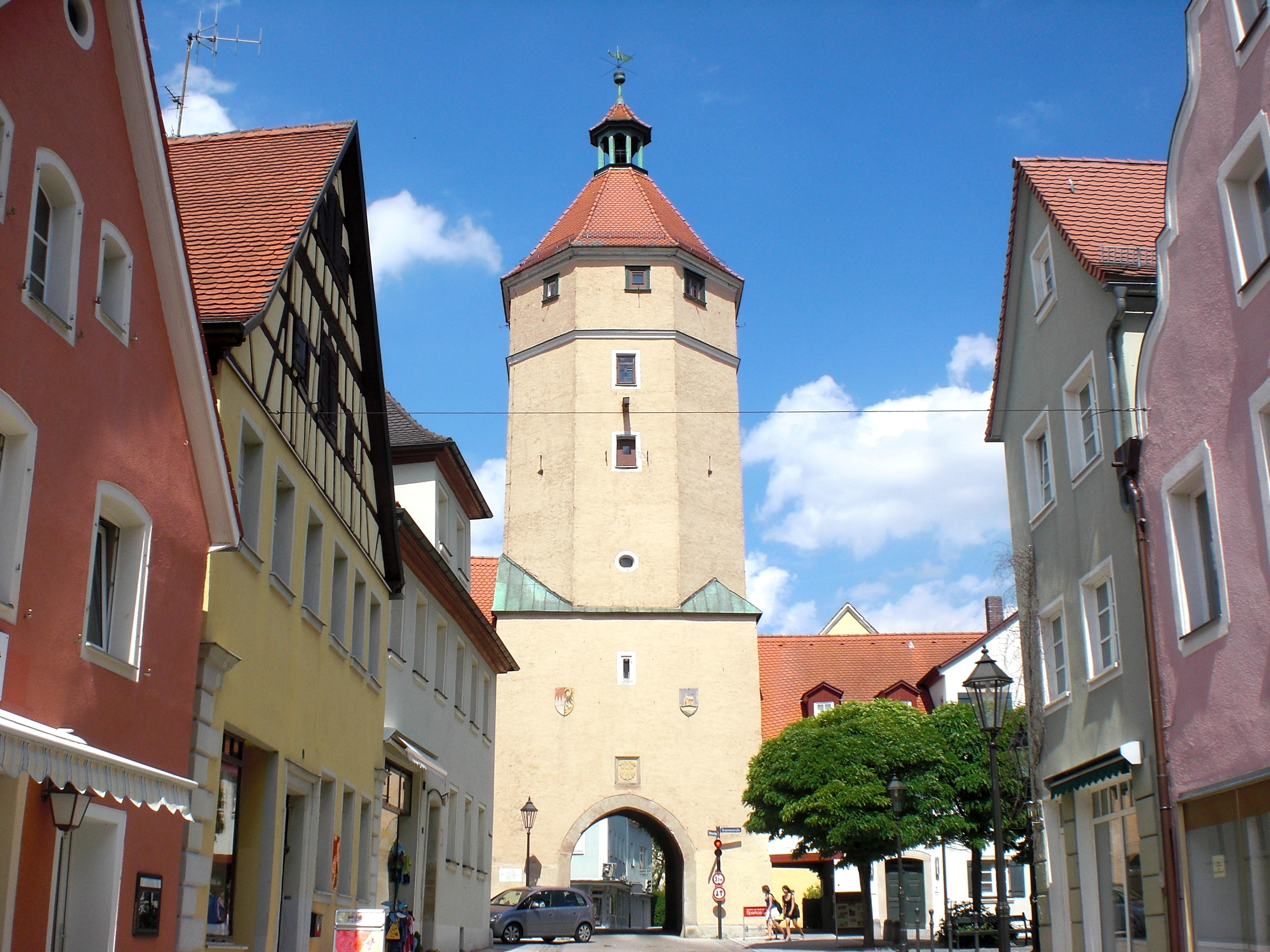
Blasturm
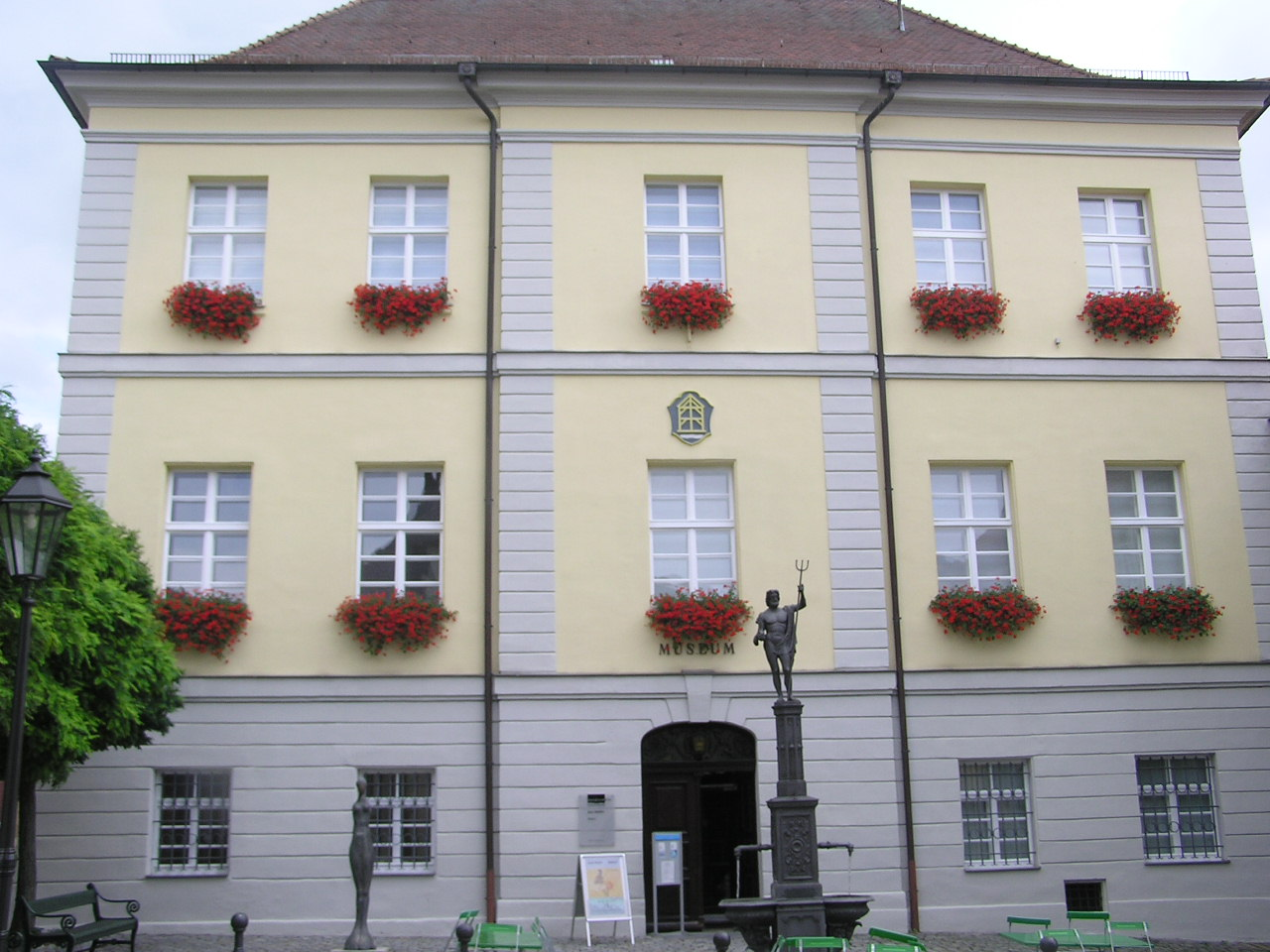
Stadtmuseum
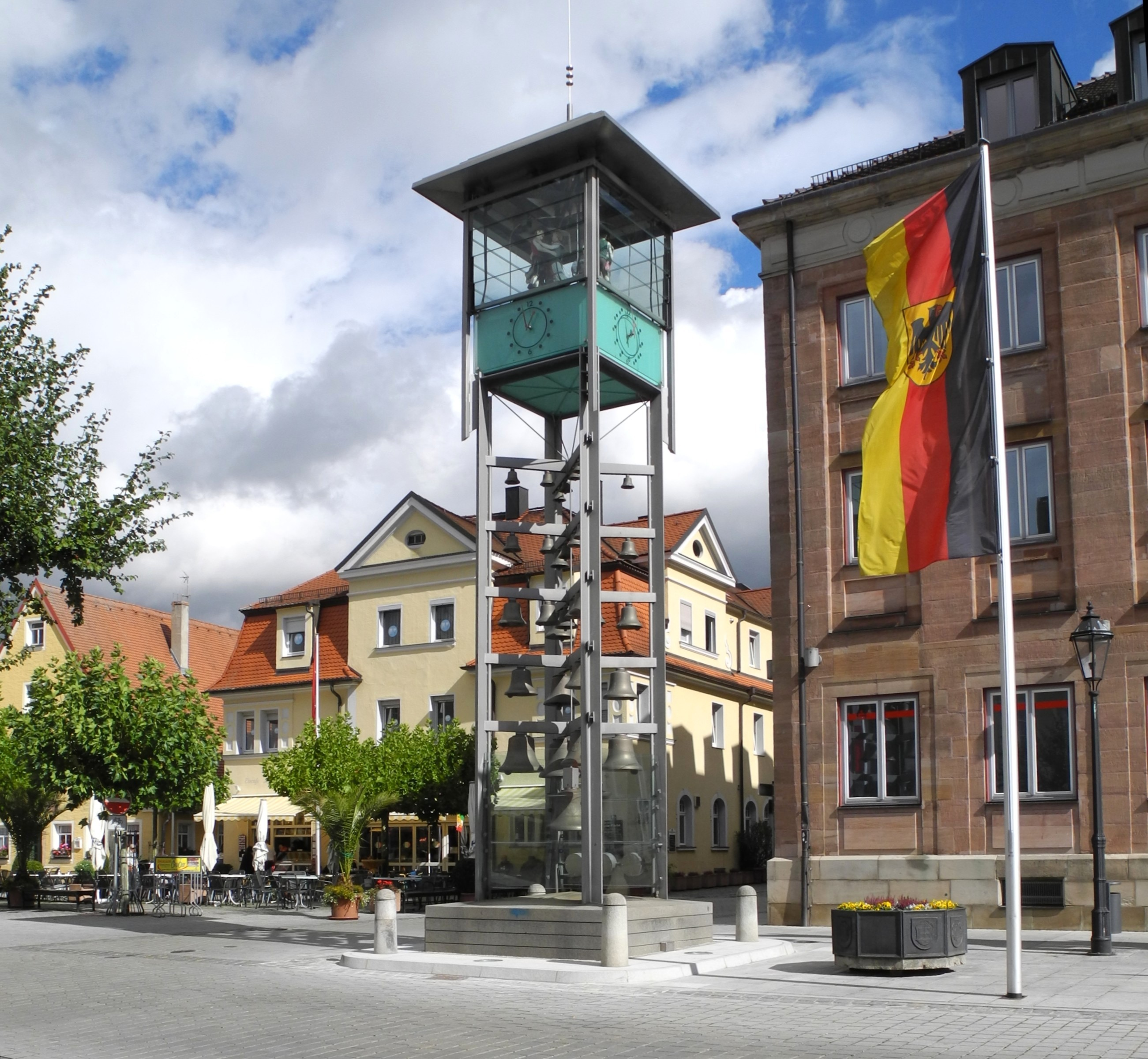
Glockenspiel

### Museen
- Museum für Vor- und Frühgeschichte
- Stadtmuseum
- Gunzenhäuser Fachwerkstadel mit Erzgebirgsschau und Weiperter Heimatstube
- Fossilien- und Steindruckmuseum, vormals auf dem Maxberg

## Veranstaltungen
Gunzenhäuser Kirchweih
Die Gunzenhäuser Kirchweih (fränkisch „Kerwa“ oder „Körwa“) ist ein jährlich stattfindendes Volksfest auf dem Schießwasen. Anfangs wurde die unter Otto von Eichstätt erfolgte Weihe der Stadtkirche St. Maria jeweils am Trinitatisfest gefeiert. 1401 gab Friedrich V. der Stadt das Recht, an Pfingsten einen acht Tage dauernden Jahrmarkt abzuhalten. Zur Neuweihung der Spitalkirche 1601 wurde der Termin auf Mariä Geburt (im September) verlegt. Ab 1884 wurde die Kirchweih zu einem kommerziellen Volksfest erweitert. Seit 1912 findet ein Blumenumzug statt. Während der beiden Weltkriege wurde die Ausrichtung der Kirchweih unterbrochen.

## Wirtschaft und Infrastruktur

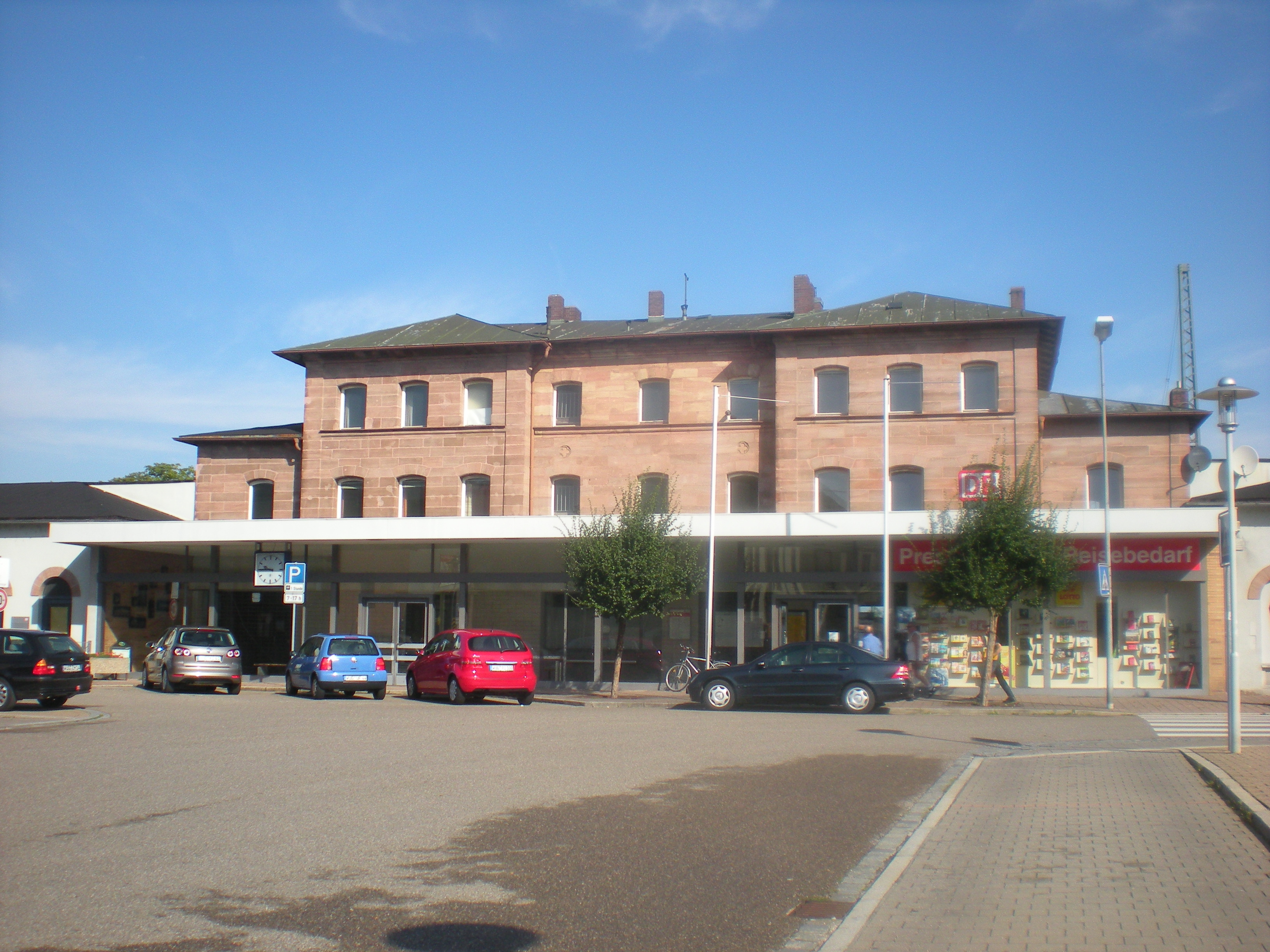
Bahnhof Gunzenhausen

### Verkehr
Der Bahnhof Gunzenhausen liegt an den Bahnstrecken Treuchtlingen–Würzburg und Nördlingen–Pleinfeld, wobei letztere nur von Wassertrüdingen bis Pleinfeld im Personenverkehr bedient wird. Weiterhin liegt Gunzenhausen an den Bundesstraßen 13 und 466. Der Öffentliche Personennahverkehr wird durch den Verkehrsverbund Großraum Nürnberg sichergestellt.
Durch die Stadt verlaufen die folgenden Radfernwege:
- Der Deutsche Limes-Radweg folgt dem Obergermanisch-Raetischen Limes über 818 km von Bad Hönningen am Rhein nach Regensburg an der Donau
- Der Altmühltalradweg verläuft über 250 km von Rothenburg ob der Tauber entlang der Altmühl bis zu ihrer Mündung in die Donau bei Kelheim

Zwei Fernwanderwege im Naturpark Altmühltal nehmen ihren Ausgangspunkt in Gunzenhausen:
- Der Altmühltal-Panoramaweg führt über etwa 200 km nach Kelheim und verläuft dabei auf den Höhen rechts und links des Altmühltals.
- Der Limeswanderweg führt über etwa 115 km nach Bad Gögging und folgt dabei bis zur Donau weitgehend dem Verlauf des Rätischen Limes.

Durch Gunzenhausen verlaufen die Nürnberg-Bodensee-Linie des Jakobswegs, der Dr.-Fritz-Linnert-Weg und der Rangau-Querweg. Östlich von Gunzenhausen führt der Limesweg (Weg 46) des Fränkischen Albvereins über etwa 39 km nach Wilburgstetten an der Wörnitz, wo der Limes-Wanderweg des Schwäbischen Albvereins anschließt.
Östlich von Gunzenhausen gibt es einen kleinen Sonderlandeplatz, den Flugplatz Gunzenhausen-Reutberg mit asphaltierter Rollbahn. Von dort sind touristische Rundflüge über das Fränkische Seenland möglich.

### Ansässige Unternehmen
- Schaeffler Werk Gunzenhausen, ehemals GMN, (Automobilzulieferer Motorkomponenten)
- Sitz der 1851 in Leipzig gegründeten Feurich Klavier- und Flügelfabrikation
- Hauptsitz des international tätigen Kesselherstellers nun Bosch Industriekessel, ehemals Loos International
- Hauptsitz der Internet-Hosting-Gesellschaft Hetzner Online GmbH
- Müller + Ziegler GmbH & Co. KG, Fabrik für elektrische Messgeräte
- Kaspar Lüther GmbH & Co. KG, Zinkdruckgusserzeugnisse sowie Dreh- und Frästeile

### Medien
Im Stadtgebiet erscheint das wöchentliche Anzeigenblatt Stadtzeitung Weißenburg. Die örtliche Tageszeitung ist der 1849 gegründete Altmühl-Bote.

### Schulen
- Simon-Marius-Gymnasium (mathematisch-naturwissenschaftlich, wirtschaftlich und neusprachlich)
- Stephani-Mittelschule am Hindenburgplatz, bestehend aus der Stephani-Grundschule und der Stephani-Mittelschule.
- Staatliches Berufliches Schulzentrum Gunzenhausen mit Meisterschule für das Schreinerhandwerk und Staatlicher Wirtschaftsschule
- Stiftung Hensoltshöhe mit
  - Realschule Hensoltshöhe
  - Fachakademie für Sozialpädagogik
- Sonderpädagogisches Förderzentrum
- Krankenpflegeschule am Kreiskrankenhaus
- Fachschule für Altenpflege

### Bibliotheken
- Stadt- und Schulbücherei Gunzenhausen

### Krankenhaus / Kliniken
Das Kreiskrankenhaus Gunzenhausen befindet sich im südlichen Teil von Gunzenhausen am Reutberg. Sie gehört zusammen mit dem Kreiskrankenhaus in Weißenburg zum Klinikum Altmühlfranken.
Die Altmühlseeklinik der Stiftung Hensoltshöhe ist eine Klinik für Rehabilitation und Anschlussheilbehandlung mit den Schwerpunktindikationen Orthopädie und Psychosomatik.

### Behörden
Die Kfz-Zulassungsbehörde hat als eine der wenigen Landkreisbehörden des Landkreises Weißenburg-Gunzenhausen eine Nebendienststelle in Gunzenhausen. Die Arbeitsagentur Weißenburg hat eine Geschäftsstelle in Gunzenhausen. Ferner befinden sich in der Stadt das Finanzamt sowie eine Polizeiinspektion, welche zusätzlich für die Wahrnehmung wasserschutzpolizeilicher Aufgaben in der Region verantwortlich ist.
2015 beschloss die Bayerische Staatsregierung im Rahmen der Behördenverlagerungen zur Stärkung des ländlichen Raums die Gründung eines Landesamts für Schule, das ab 2016 in Gunzenhausen eingerichtet wurde und Anfang 2017 seinen Betrieb aufnahm. Mit angeschlossen ist das Prüfungsamt des Bayerischen Staatsministeriums für Bildung und Kultus, Wissenschaft und Kunst, dessen Außenstelle seit 2017 Gunzenhausen darstellt.

## Persönlichkeiten der Stadt

### Söhne und Töchter der Stadt
- Johann Agricola (um 1496–1570), Mediziner
- Andreas Osiander (1498–1552), Theologe und Reformator
- Simon Marius (1573–1625), Astronom
- Andreas Goldmayer (1602–1665), Mathematiker, Astronom und Kalendermacher
- Carl Friedrich von Zocha (1683–1749), Minister des Markgraftums Brandenburg-Ansbach
- Johann Christoph Zenker (1738–1799), evangelisch-lutherischer Geistlicher und Dichter
- Johann Christoph Carl Gebhard (1797–1882), Mitglied der Frankfurter Nationalversammlung
- Gustav Hohbach (1803–1850), Dichter und Jurist
- Ferdinand Regelsberger (1831–1911), Zivilrechtler
- Friedrich Killinger (1848–1923), Regimentskommandeur in der Bayerischen Armee
- Ludwig von Ammon (1850–1922), Geologe und Paläontologe
- Leonhard Blum (1857–1933), Maler und Architekt
- Georg Kleemann (1863–1932), geboren in Oberwurmbach, Schmuckdesigner, Maler und Professor
- Friedrich Walz (1874–1952), Lehrer und Politiker, Abgeordneter zum Bayerischen Landtag
- Sigmund Knoch (1881–1945), Verwaltungsjurist, Bezirksamtmann  und bayerischer Gesandter beim Reichskommissar für die besetzten Gebiete
- Xaver Mayer (1881–1942), Maschinenbauingenieur, Manager und Kommunalpolitiker
- Wilhelm Stählin (1883–1975), evangelisch-lutherischer Theologe und Bischof
- Wilhelm Deinhardt (1904–1938), römisch-katholischer Theologe, Kirchenhistoriker und Hochschullehrer
- Johannes Gustav Mehl (1907–1993), Glockensachverständiger, Orgelsachverständiger, Musikforscher, Komponist, Chorleiter, Musikschriftsteller, Pfarrer, Theologe und Schriftsteller
- Feodor Theilheimer (1909–2000), deutsch-US-amerikanischer Mathematiker
- Heinrich Link (1912–nach 1948), Jurist
- Paulus Heinz (1914–1995), Abt des Klosters Plankstetten
- Gerhart Hunger (1930–2012), Wirtschaftsprüfer und Verbandsfunktionär
- Hermann Weiß (1932–2015), Historiker und Herausgeber
- Ursula Koch (* 1944), Schriftstellerin
- Maximilian Kerner (1949–2005), Lyriker, Liedermacher, Grafiker und Buchhändler
- Christa Milke (1950–2024), Autorin und Künstlerin
- Thomas Medicus (* 1953), Journalist und Autor
- Ute Wassermann (* 1960), Vokalistin, Komponistin, Klangkünstlerin
- Georg Seiderer (* 1961), Historiker
- Veit Neumann (* 1969), katholischer Theologe
- Angela Metzger (* 1986), Konzertorganistin

### In Gunzenhausen wirkend
- Heinrich Stephani (1761–1850), Theologe und Pädagoge; Dekan in Gunzenhausen
- Heinrich Eidam (1849–1934), Obermedizinalrat und Limesforscher
- Johann Appler (1892–1978), Reichstagsabgeordneter; Bürgermeister von Gunzenhausen in der Zeit des Nationalsozialismus
- Ernst Lechner (1925–2013), ehemaliger Landtagsabgeordneter und Vizepräsident des Bayerischen Landtages
- Ingo Friedrich (* 1942), Vizepräsident des Europäischen Parlaments; lebt in Gunzenhausen
- J. D. Salinger (1919–2010), US-amerikanischer Schriftsteller; war nach dem Zweiten Weltkrieg als Mitarbeiter des US-Nachrichtendienstes in Gunzenhausen eingesetzt[35]

### Monographien
- Emmi Hetzner: Jüdisches Leben Gunzenhausen. Ursprünglich Projekt von Schülern der Stephani-Mittelschule Gunzenhausen unter Federführung der Lehrerin Emmi Hetzner. Neu gestaltet 2013; 2018 von der Stadt Gunzenhausen übernommen (vergleiche Impressum des Auftritts).
- Thomas Medicus: Heimat. Eine Suche. Rowohlt, Berlin 2014. (Rezension in der Neuen Zürcher Zeitung (NZZ))[36]
- Thomas Medicus (Hrsg.): Verhängnisvoller Wandel. Ansichten aus der Provinz 1933–1949. Hamburg 2016, ISBN 978-3-86854-302-5.
- Werner Mühlhäußer: Gunzenhausen, Sutton, Erfurt 2003. ISBN 978-3-89702-538-7.
- Johann Schrenk: Chronik der Stadt Gunzenhausen, Bd. 1 Vor- und Frühgeschichte, Gunzenhausen 1996, ISBN 3-924270-28-7.
- Johann Schrenk: Gunzenhausen – Zentrum des Fränkischen Seenlandes, Gunzenhausen 2008, ISBN 978-3-924270-35-3.
- Johann Schrenk, Karl Friedrich Zink: Gottes Häuser. Kirchenführer Landkreis Weißenburg-Gunzenhausen. Hrsg. in Zusammenarbeit mit den Evang.-Luth. Dekanaten Gunzenhausen.., Treuchtlingen 2008, ISBN 978-3-934145-64-1.
- Heike Tagsold (Hrsg.): »Was brauchen wir einen Befehl, wenn es gegen Juden geht?« Das Pogrom von Gunzenhausen 1934. Antogo Verlag, Nürnberg 2006, ISBN 3-938286-04-0, (Hefte zur Regionalgeschichte Nr. 4 des Nürnberger Institut für NS-Forschung und jüdische Geschichte des 20. Jahrhunderts e. V.)

### Artikel
- Johann Kaspar Bundschuh: Gunzenhausen. In: Geographisches Statistisch-Topographisches Lexikon von Franken. Band 2: El–H. Verlag der Stettinischen Buchhandlung, Ulm 1800, DNB 790364298, OCLC 833753081, Sp. 441–446 (Digitalisat).
- Karl Gröber, Felix Mader: Bezirksamt Gunzenhausen (= Die Kunstdenkmäler von Bayern. Mittelfranken 6). R. Oldenbourg, München 1937, DNB 366496220, S. 78–118.
- Georg Paul Hönn: Gunzenhausen. In: Lexicon Topographicum des Fränkischen Craises. Johann Georg Lochner, Frankfurt und Leipzig 1747, OCLC 257558613, S. 337 (Digitalisat).
- Georg Muck: Geschichte von Kloster Heilsbronn von der Urzeit bis zur Neuzeit. Band 2. Verl. für Kunstreprod. Schmidt, Neustadt an der Aisch 1993, ISBN 3-923006-90-X, S. 445 (Volltext [Wikisource] – Erstausgabe: Beck, Nördlingen  1879).
- Gottfried Stieber: Gunzenhaussen. In: Historische und topographische Nachricht von dem Fürstenthum Brandenburg-Onolzbach. Johann Jacob Enderes, Schwabach 1761, OCLC 231049377, S. 420–432 (Digitalisat).
- Pleikard Joseph Stumpf: Gunzenhausen. In: Bayern. Ein geographisch-statistisch-historisches Handbuch des Königreiches. Zweiter Theil. München 1853, OCLC 643829991, S. 721–722 (Digitalisat).
- Martin Zeiller: Guntzenhausen. In: Matthäus Merian (Hrsg.): Topographia Franconiae (= Topographia Germaniae. Band 9). 1. Auflage. Matthaeus Merian, Frankfurt am Main 1648, S. 44–45 (Volltext [Wikisource]).

### Belletristik
- Piet de Moor: Gunzenhausen. Het parallelle leven van J.D. Salinger, door hemzelf verteld (Van Gennep, Amsterdam, September 2018). Deutsche Ausgabe: Gunzenhausen · Das Leben des J.D. Salinger, von ihm selbst erzählt. Roman, Wallstein-Verlag, Göttingen 2025, ISBN 978-3-8353-5818-8